# Aéroport d'Aktion
L’aéroport national d’Aktion (grec moderne : Κρατικός Αερολιμένας Ακτίου), d’Áktion ou d’Actium, code IATA : PVK • code OACI : LGPZ • Code aéroport grec : grec moderne : ΚΑΑΚ, est un aéroport desservant la ville de Préveza et de Leucade en Grèce. Il est aussi appelé Aéroport de Lefkada. L'aéroport est aussi utilisé par l'OTAN et la Force aérienne grecque. L'aéroport a démarré son activité en 1968.
Il est situé sur le territoire du promontoire d’Actium, célèbre pour sa bataille.

## Histoire
En 2015, Fraport (de Frankfurt Airport, exploitant de l'aéroport de Francfort-sur-le-Main), associé à l'opérateur grec Colezopoulos, annonce la signature d'un accord de concession pour une durée de quarante ans pour la gestion de quatorze aéroports en Grèce ; l'aéroport d'Aktion fait partie de cet accord, ainsi que ceux de La Canée, Corfou, Kavala, Céphalonie, Kos, Mytilène, Mykonos, Rhodes, Samos, Santorin, Skiathos, Thessalonique et Zante.

## Statistiques
Pour des raisons techniques, il est temporairement impossible d'afficher le graphique qui aurait dû être présenté ici.

Voir la requête brute et les sources sur Wikidata.

### Zoom sur l'impact du covid de 2019-2020
Pour des raisons techniques, il est temporairement impossible d'afficher le graphique qui aurait dû être présenté ici.

Voir la requête brute et les sources sur Wikidata.

## Situation

### Carte des aéroports en Grèce
| \| 50 km1:6 137 000 \| Agrinion Aktion Alexandreia Alexandroúpoli Andravida Áraxos Astypalée Athènes · E. Venizélos Céphalonie La Canée Chios Corfou Héraklion Icarie Ioannina Kalamata Kalymnos Karpathos Kassos Kastellórizo Kastoria Kavala Cythère Kos Kotroni Kozani Larissa Lemnos Leros Milos Mykonos Mytilène Naxos Néa Anchíalos Paros Rhodes Maritsa Samos Santorin Sitía Skiathos Skyros Sparte Syros Tanagra Tatoi Thessalonique Tripoli Tympaki Zante Kastelli |
| 50 km1:6 137 000 |

## Compagnies aériennes et destinations
| Compagnies              | Destinations |
| ----------------------- | --- |
| Austrian Airlines       | En saison : Vienne-Schwechat |
| Air Serbia              | En saison charter : Belgrade-Nikola-Tesla |
| Airseven                | En saison charter : Aarhus |
| British Airways         | En saison : Londres-Heathrow |
| Condor                  | En saison : Düsseldorf, Francfort, Munich-F. J. Strauß, Stuttgart                                                                                                 |
| Corendon Dutch Airlines | En saison : Amsterdam |
| easyJet                 | En saison : - Berlin-Brandebourg, - Bristol, - Londres-Gatwick, - Londres-Luton, - Manchester, - Milan-Malpensa                                                   |
| Edelweiss Air           | En saison : Zurich |
| Eurowings               | En saison : Stuttgart |
| Eurowings Discover      | En saison : Francfort, Munich-F. J. Strauß |
| Jet2.com                | En saison : Birmingham, Bristol, Édimbourg, Londres-Stansted, Manchester                                                                                          |
| LOT Polish Airlines     | En saison : Varsovie-Radom |
| Lufthansa               | En saison : Munich-F. J. Strauß |
| Marabu                  | En saison : Hambourg-H.-Schmidt, Munich-F. J. Strauß |
| Marathon Airlines       | En saison charter : Innsbruck-Kranebitten |
| Norwegian Air Shuttle   | En saison : Copenhague-Kastrup, Oslo-Gardermoen |
| People's                | En saison : Altenrhein |
| Ryanair                 | En saison : - Bergame-Orio al Serio, - Bologne-Borgo Panigale, - Budapest-Ferenc Liszt, - Londres-Stansted, - Rome Léonard-de-Vinci/Fiumicino, - Vienne-Schwechat |
| Scandinavian Airlines   | En saison charter : Göteborg, Stavanger,Stockholm-Arlanda |
| Sky Express             | Corfou-I. Kapodístrias, Sitía, Zante D.-Solomós |
| SmartWings              | En saison : Prague-Václav-Havel En saison charter : Budapest-Ferenc Liszt                                                                                         |
| Sunclass Airlines       | En saison charter : Copenhague-Kastrup, Helsinki-Vantaa, Oslo-Gardermoen, Stockholm-Arlanda                                                                       |
| Transavia               | En saison : Amsterdam |
| Transavia France        | En saison : Paris-Orly |
| TUI Airways             | En saison : Londres-Gatwick, Manchester |
| TUI fly Netherlands     | En saison : Amsterdam |
| Tus Airways             | En saison : Larnaca, Tel Aviv - Ben Gourion |
| Volotea                 | En saison : Naples-Capodichino |
| Vueling                 | En saison : Rome Léonard-de-Vinci/Fiumicino |
| Wizz Air                | En saison : Bucarest-H. Coandă |

Édité le 04/02/2018  Actualisé le 17/05/2023